# Jeugdpastoraal
Jeugdpastoraal of jongerenpastoraal is de pastoraal of zielzorg die zich richt op jongeren.

## Katholieke Kerk

### Vlaanderen
In de Vlaamse bisdommen van de Katholieke Kerk is Kamino (Jongerenpastoraal Vlaanderen) aangewezen om het jeugdpastoraal te behartigen en te coördineren.
IJD is een landelijk georganiseerde jeugdwerkorganisatie die zich specialiseert in jongerenpastoraal. Er zijn 185 aangesloten groepen. Door IJD gevormde jeugdwerkers organiseren activiteiten voor jongeren.
IJD heeft zes regionale secretariaten (te Brussel, Antwerpen, Gent, Hasselt, Mechelen en Torhout) en een nationaal secretariaat in Gent.
Naast IJD zijn er andere organisaties bezig met jeugdpastoraal binnen de Katholieke Kerk. De Sint-Michielsbeweging, KCV Jongeren, de Emmanuel-gemeenschap en de MariaKefas-gemeenschap zijn enkele hiervan.

### Nederland
In Nederland is onder andere Jong Katholiek bezig met jongerenpastoraal.